# Comté de Westmeath
Le comté de Westmeath (en irlandais : Contae na hIar-mhí) est une circonscription administrative de la république d'Irlande située dans la province du Leinster dans les Irish midlands. Westmeath est bordé par les comtés de Cavan, Longford, Meath, Offaly et de Roscommon. Il fait 1 764 km2 pour 86 164 habitants.

## Histoire
Westmeath est situé à l'emplacement de l'ancienne province de Meath et plus tard du comté de Meath. La partition se fait en 1543, date de la création du comté de Westmeath.
Parmi les vestiges historiques, on peut citer l'ancienne abbaye de Fore, l’ile de Turgesius le Viking, la Colline d'Uisneach qui marque le centre de l'Irlande des Celtes mais aussi la demeure de Belvedere. Le Musée distillerie de Locke à Kilbeggan est considéré comme l'une des plus anciennes distilleries de whiskey du monde. Tous ces sites sont ouverts aux visiteurs toute l'année.

## Géographie
La principale ville du comté Mullingar en est le centre administratif (population 20 103). La ville d'Athlone (population 20 153) qui est située sur le fleuve Shannon est l'autre ville importante du comté. Situé au cœur de l'Irlande, le comté de Westmeath possède des paysages variés. On trouve des collines : Knockeyon, Ferin Hill, Randoon, une campagne vierge et des tourbières sauvages. On y trouve aussi les lacs Lough Ennell, Lough Owel, Lough Derravaragh, Lough Lene, et Lough Ree, ainsi que le Shannon, plus long d'Irlande.
Les villes de Mullingar et d'Athlone, de Moate, de Kilbeggan, et de Castlepollard, sont les pôles commerciaux du comté.

## Comtés limitrophes
| Longford         | Cavan              | Meath        |
| Roscommon        | comté de Westmeath | Meath        |
| Roscommon Offaly | Offaly             | Meath Offaly |

## Villes et villages
- Abbaye de Fore, Athlone
- Castlepollard, Castletown-Geoghegan, Collinstown, Coole
- Delvin (en)
- Glasson
- Horseleap
- Kilbeggan, Killucan (en), Kinnegad
- Moate, Mullingar (centre administratif)
- Rochfortbridge (en)
- Tyrrellspass
- Raharney (en)

## Galerie

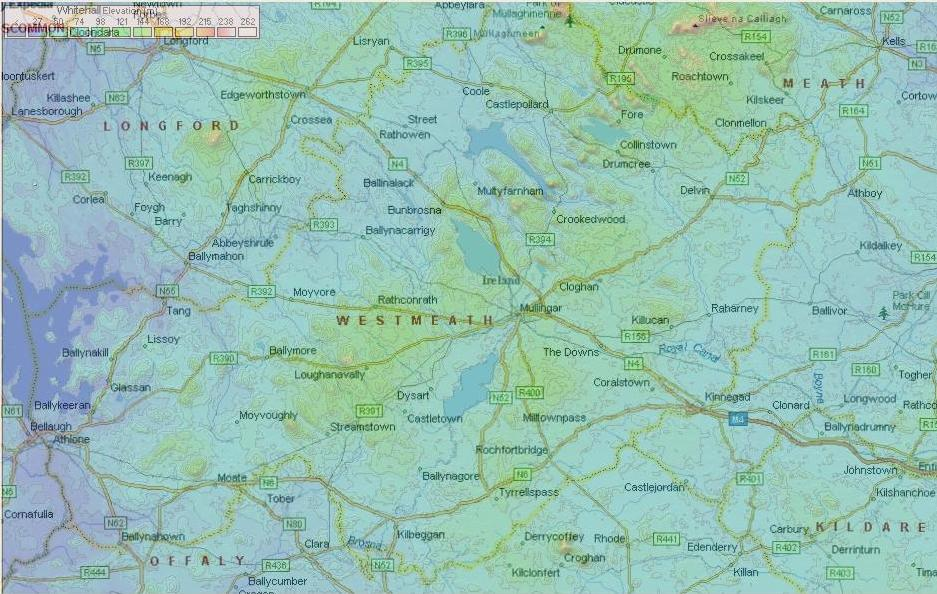
Des villes et des villages.
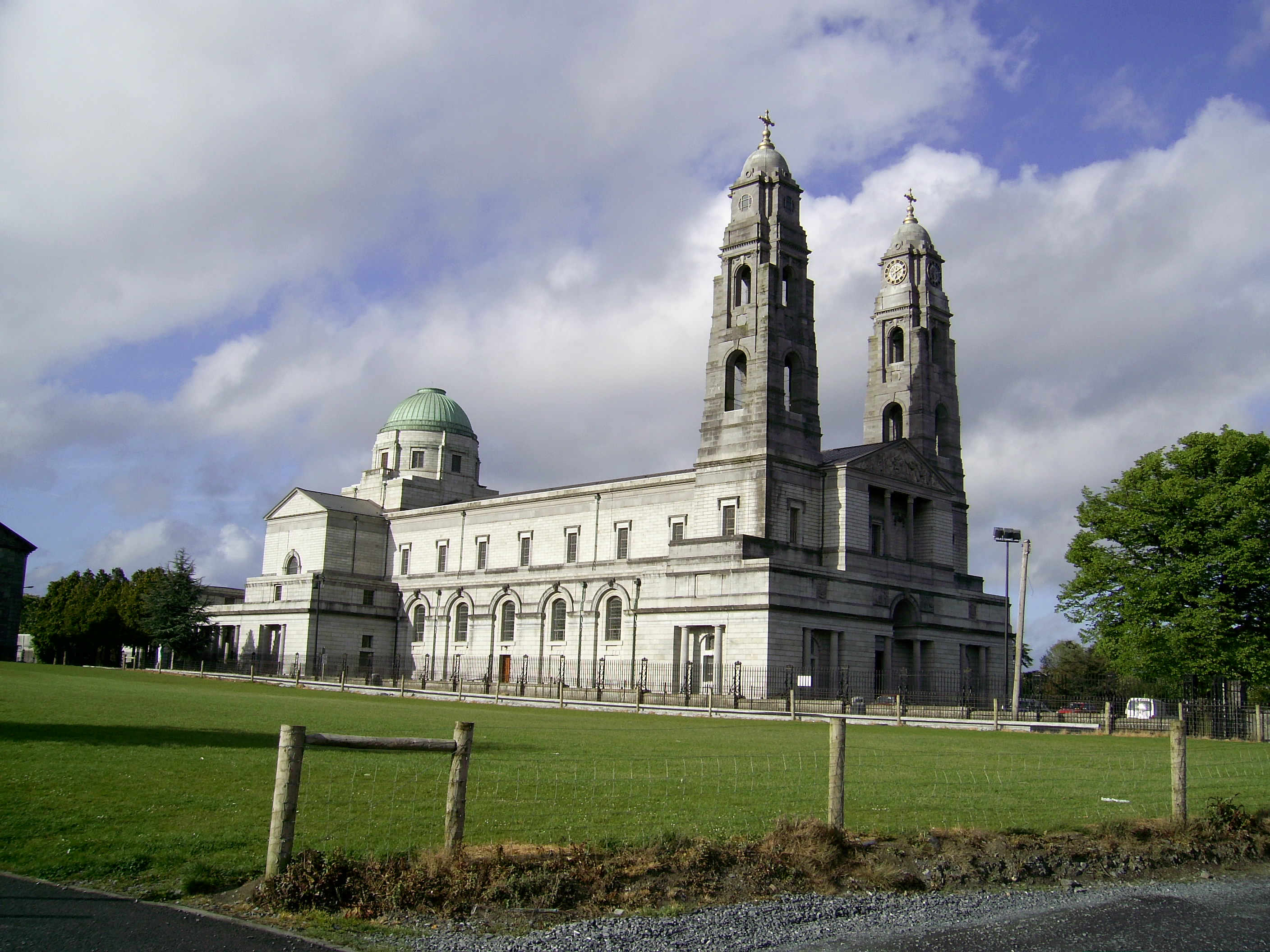
Cathédrale du Christ-Roi de Mullingar.
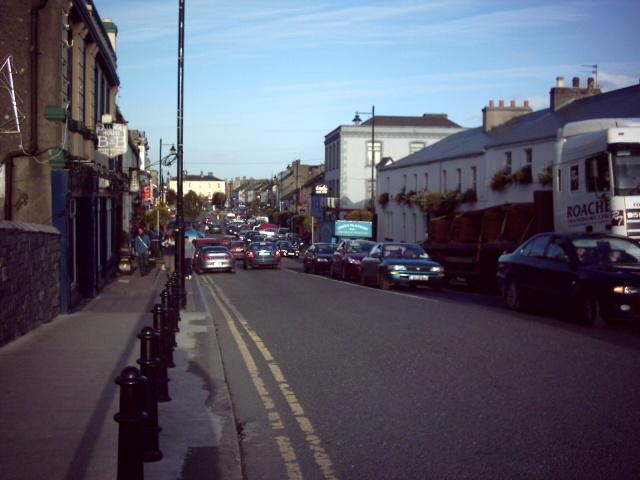
Centre-ville de Mullingar.
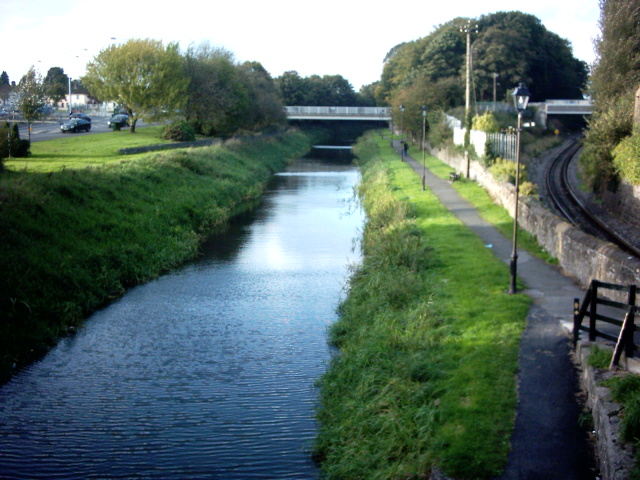
The Royal Canal, Mullingar.
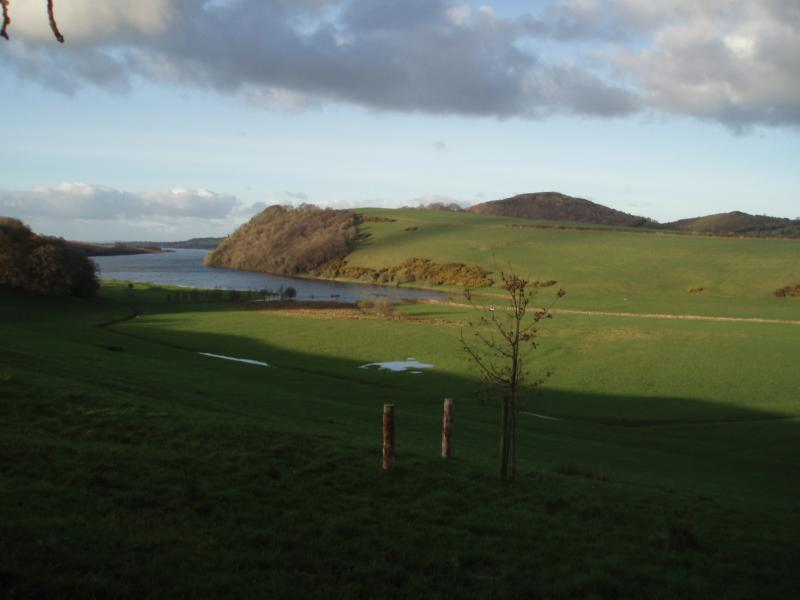
Lough Derravaragh et Knockeyon.
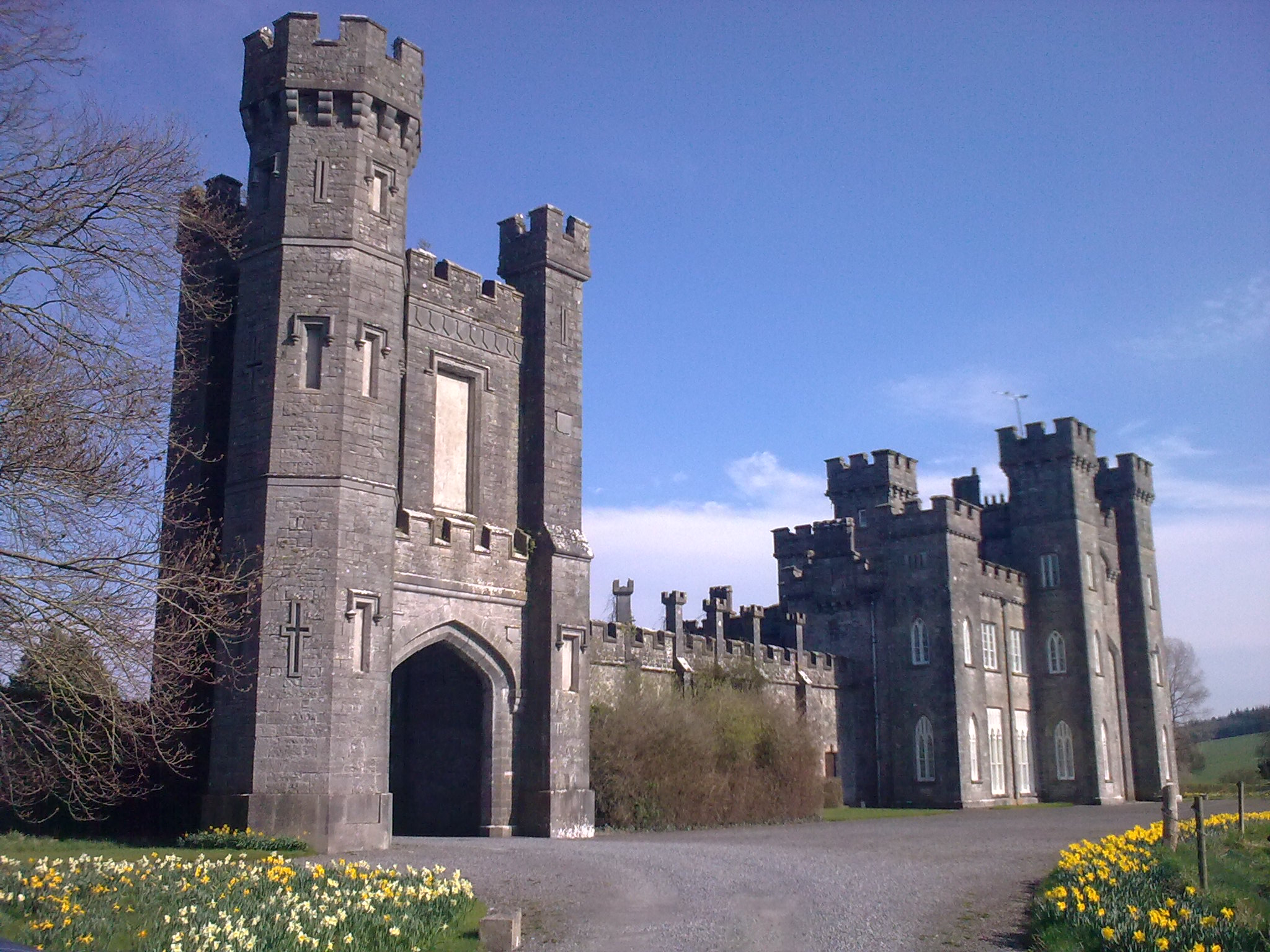
Knockdrin.
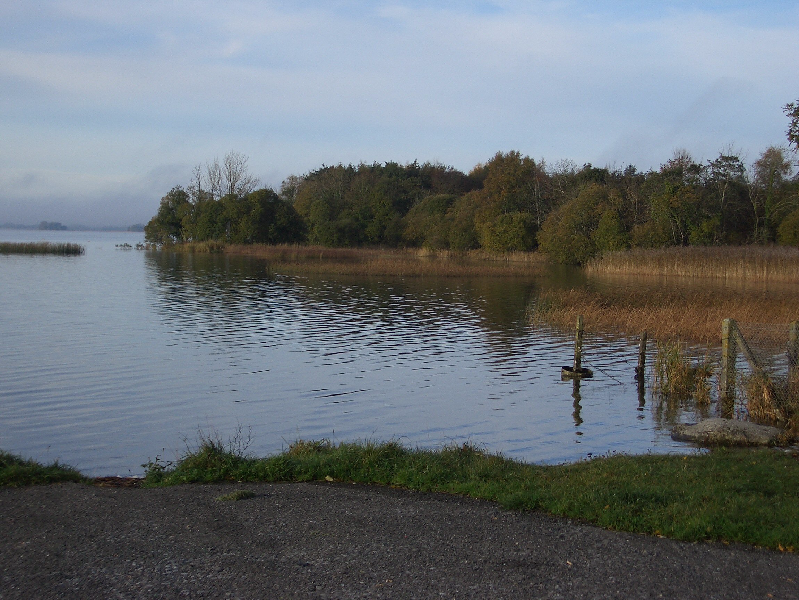
Lough Ennell.
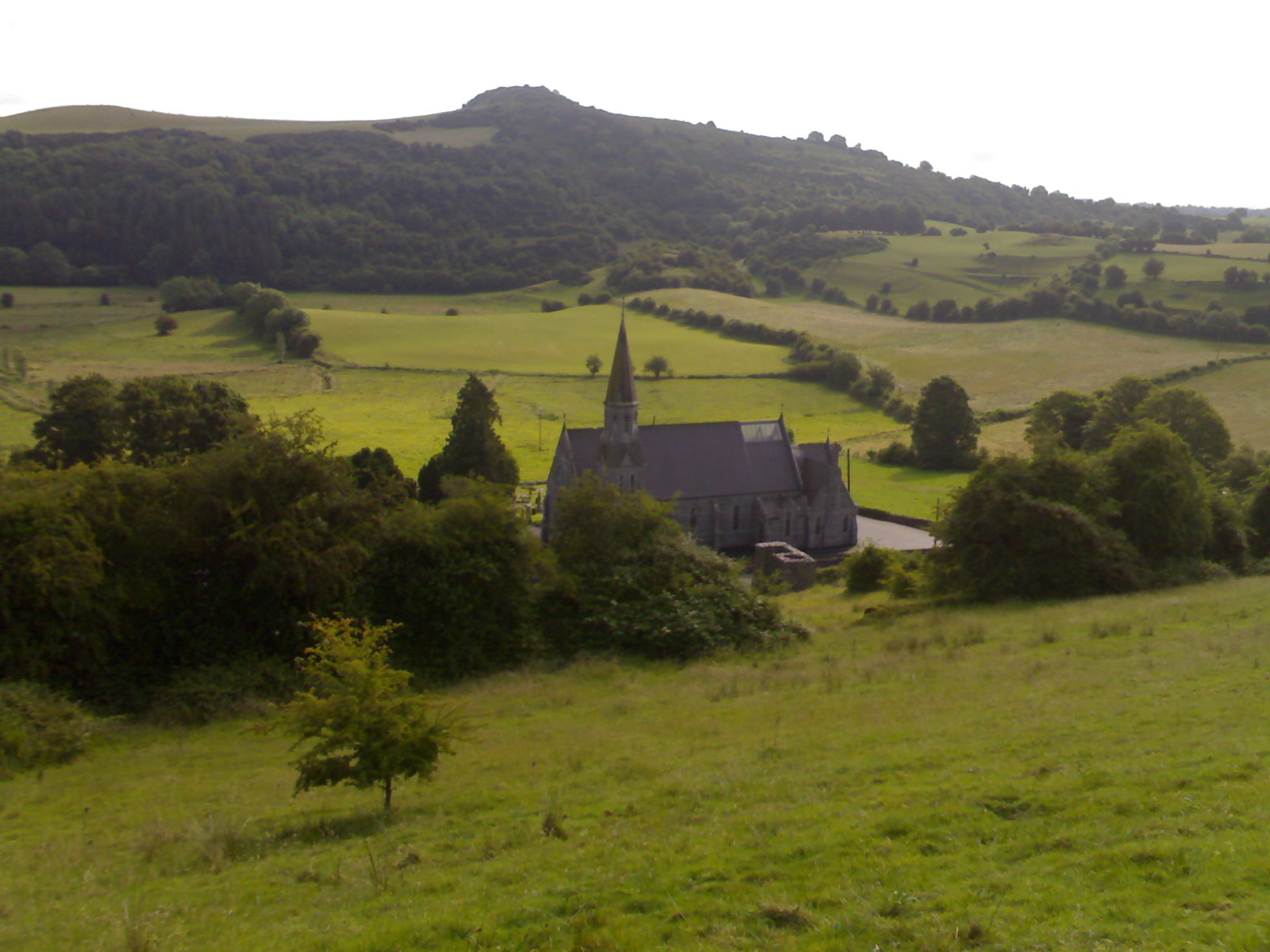
Colline de Ben, Fore.
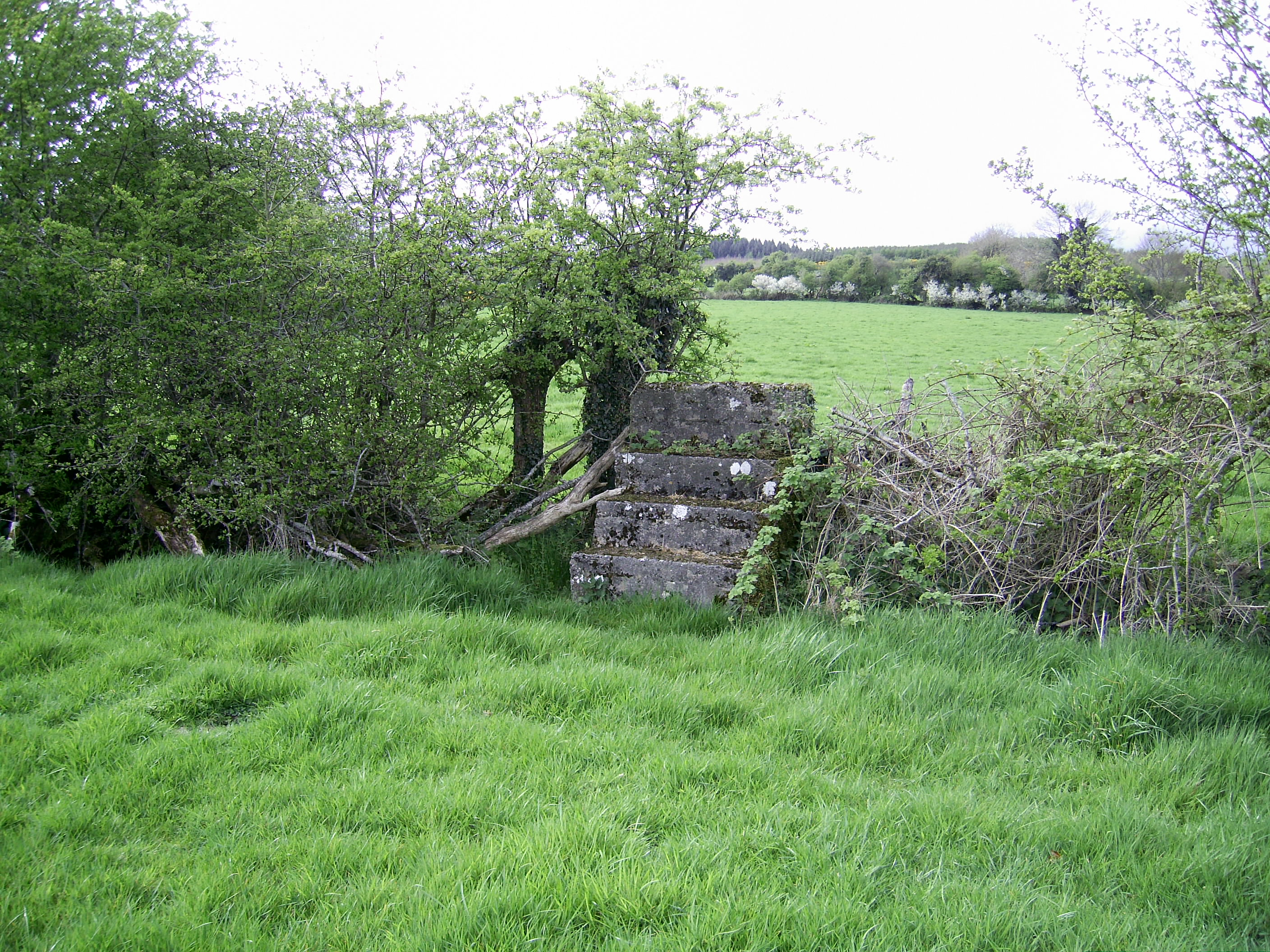
Échalier en béton du XIXe siècle, Mass path, Ranaghan, Collinstown.
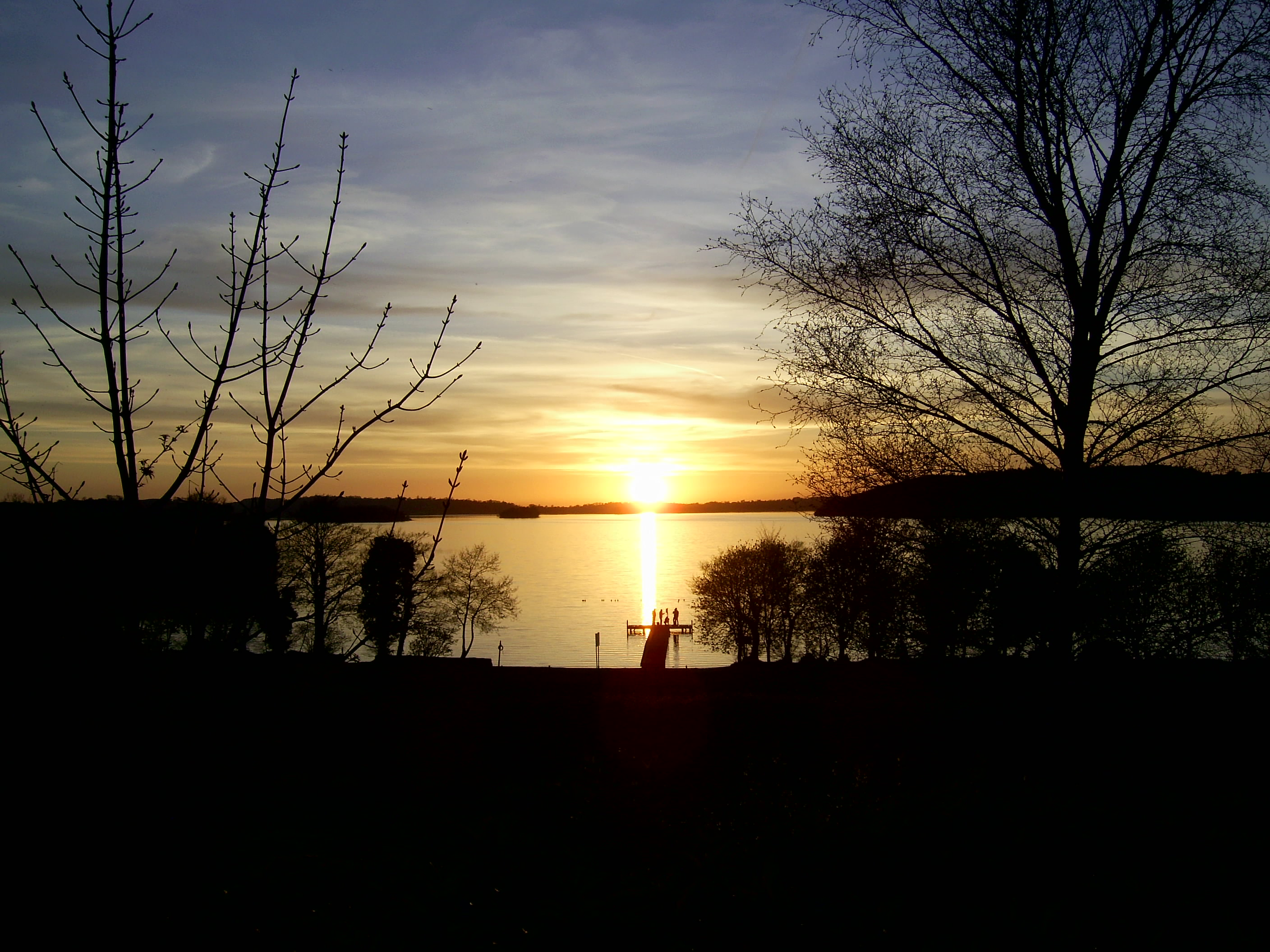
Coucher de soleil sur le Lough Lene.
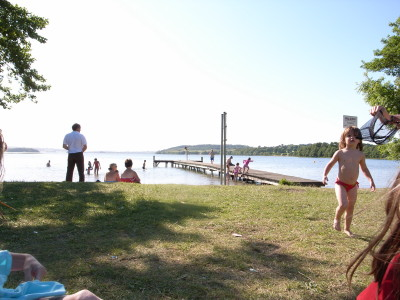
The Cut, Lough Lene.
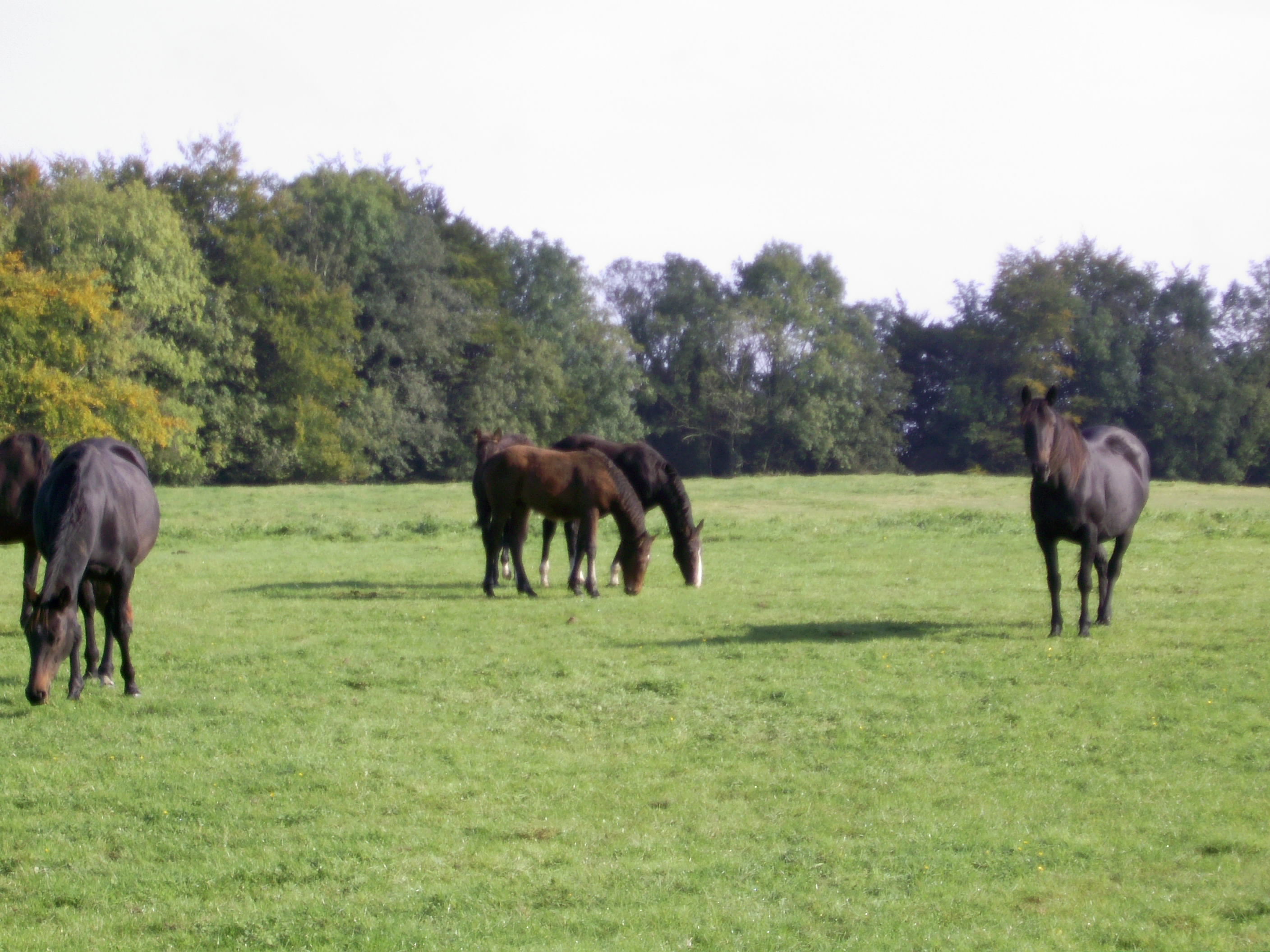
Chevaux de Barbaville, Westmeath.